# 特爾古布若爾
特爾古布若爾是羅馬尼亞的城鎮，位於該國東部，距離首府加拉茨50公里，由加拉茨縣負責管轄，面積81.23平方公里，海拔高度80米，2009年人口7,598，大多數居民信奉東正教。
45°52′N 27°54′E / 45.867°N 27.900°E